# Arkano
Arkano (né le 23 mars 1994 à Alicante) est un rappeur freestyle espagnol, champion international 2015 de la Red Bull Batalla de Gallos. Il collabore durant sa carrière avec des artistes tels que Alejandro Sanz, Melendi, Rosana, Love of Lesbian ou Café Quijano.
Il anime Proyecto Arkano (TVE) et Ritmo urbano (La 2) et collabore à des programmes tels que La Voz Kids (Antena 3), Late motiv (Movistar+), Yu no te pierdas nada (Europa FM), La Ventana (Cadena Ser) ou MasterChef Celebrity Espagne. En 2024, il participe à l'émission de téléréalité Supervivientes.

## Biographie
Né dans l'immeuble alicantin de La Colmena, dans le quartier de San Blas, c'est dans cette ville qu'il fait ses premiers pas dans le rap. À l'âge de sept ans, il découvre le monde du hip-hop grâce à sa sœur, en écoutant des groupes comme ZNP, Violadores del Verso, et des artistes comme Nach, El Chojin et Limas ZNP. Le premier battle avec lequel il se fait connaître a lieu en juillet 2008 ; à partir de ce moment-là, il commence à être prodigue dans d'autres compétitions.
En 2015, il conserve le titre de champion national de combat de coqs dans sa ville natale après avoir battu Ortuño, Transnaba, Blon et Ante. La même année, il franchit sa plus grande étape à ce jour, en étant couronné champion du monde Red Bull Batalla de Gallos au Chili. L'un des moments les plus polémiques a lieu lors de sa confrontation contre Dtoke en quarts de finale. Alors qu'il rappe, Arkano l'embrasse. Après avoir gagné, et désormais en demi-finale, il affronte Aczino, qu'il réussit à battre après deux répliques, pour être couronné champion en finale contre le MC chilien Tom Crowley. En 2016, au Pérou, il s'incline en demi-finale de cette compétition de manière controversée contre Skone, le futur champion, et réussit à se qualifier pour l'édition de l'année suivante en obtenant la troisième place. Il brise également la « malédiction » qui voulait que lorsqu'un MC remportait la finale internationale, s'il s'inscrivait l'année suivante, il perdait au premier tour.
En octobre 2016, il s'inscrit dans le Livre Guinness des records après avoir improvisé pendant 24 heures 34 minutes 27 secondes, avec des pauses de seulement trois secondes pour manger et boire, à la Puerta del Sol, Madrid.
En tant qu'auteur, il publie un livre en 2016 — Asalto al vacío: cómo he llegado hasta aquí — et enfin en 2017 son premier album studio, Bioluminescence, sort. En 2017, il termine son diplôme en ingénierie informatique.
Le 30 novembre 2019, il participe en tant que juge à l'édition internationale de la Red Bull Batalla de los Gallos 2019. Arkano contribue au programme radio La Ventana sur Cadena SER, aux côtés de la rappeuse Sara Socas.

## Discographie

### En solo
- 2011 : Hoy puede ser un gran día (démo)
- 2012 : Rareza antropológica (démo)
- 2014 : Smooth Series (EP, Tiamat Records)
- 2017 : Bioluminiscencia (LP, Rosevil)
- 2019 : Otro intento más (La Vuelta)
- 2019 : No me sale (Dreamers Music)
- 2019 : Rey del rap rey del pop (Dreamers Music)
- 2020 : No lo sé (La Mexicana, avec Paty Cantú)
- 2020 : M.F.Q.N. - Más fuertes que nunca (Red Bull Records Inc, avec Aczino)
- 2022 : Ron en mi vaso (Red Bull Records Inc)